# 蘭弗利角
84°50′S 169°36′E / 84.833°S 169.600°E
蘭弗利角（英語：Ranfurly Point）是南極洲的海岬，位於杜費克海岸，處於支持者山脈北端，是比爾德摩爾冰川和凱爾蒂冰川的匯流處，以新西蘭總督命名，現時由南極條約體系管理。